# Mihaela Ursuleasa
Mihaela Ursuleasa (Brașov, 27 de novembre de 1978 - Viena, 2 d'agost de 2012) fou una pianista romanesa. La seva mare era cantant i el seu pare director i pianista. La seva carrera va ser imparable des del seu primer recital als set anys. Als 13 va debutar a Berlín dirigida per Claudio Abbado i al cap de tres anys va guanyar el Premi Clara Haskil. Va debutar amb orquestres europees, com l'Orquestra Simfònica de Göteborg o l'Orquestra de Cambra Gustav Mahler, així com a formacions nord-americanes, entre les quals l'Orquestra de Cincinnati. El 24 d'abril de 2009 debutà a l'Auditori de Barcelona amb la l'OBC, dirigida per Hans Graf, interpretant el Concert per a piano i orquestra en la menor, op. 54 de Robert Schumann.